# Les Trois Lacs
Les Trois Lacs ist eine französische Gemeinde mit 1.748 Einwohnern (Stand: 1. Januar 2022) im Département Eure in der Region Normandie. Sie gehört zum Arrondissement Les Andelys und zum Kanton Gaillon.
Sie entstand mit Wirkung vom 1. Januar 2017 als Commune nouvelle durch Zusammenlegung der bis dahin selbstständigen Gemeinden Venables, Bernières-sur-Seine und Tosny, die in der neuen Gemeinde den Status einer Commune déléguée besaßen. Der Verwaltungssitz befand sich im Ort Venables.
Zum 1. Januar 2021 wurden per Dekret die Communes déléguées Venables, Bernières-sur-Seine und Tosny aufgelöst und die Zusammenlegung wird fortan als einfache Fusion geführt. Der Verwaltungssitz ist seit dem 1. Januar 2023 in Venables und Les Trois Lacs besitzt entsprechend den INSEE-Code 27676.

## Gliederung
| Ortsteil                   | ehemaliger INSEE-Code | Fläche (km²) | Einwohnerzahl zum 1. Januar 2018 |
| -------------------------- | --------------------- | ------------ | -------------------------------- |
| Venables (Verwaltungssitz) | 27676                 | 14,86        | 782                              |
| Bernières-sur-Seine        | 27058                 | 06,65        | 371                              |
| Tosny                      | 27647                 | 15,02        | 627                              |

## Wirtschaft
Auf dem Gemeindegebiet werden Produkte mit geschützten geographische Angaben (IGP) für Schweinefleisch (Porc de Normandie), Geflügel (Volailles de Normandie) und Cidre (Cidre de Normandie und Cidre normand) hergestellt.